# Хвойні ліси Хангайських гір
Хвойні ліси Хангайських гір (ідентифікатор WWF: PA0512) — палеарктичний екорегіон хвойних лісів помірної зони, розташований в Хангайських горах в Центральній Монголії.

## Географія
Екорегіон хвойних лісів Хангайських гір охоплює північні схили та долини Тарвагатайського хребта в горах Хангай. Площа регіону невелика: він простягається лише на 100 км із заходу на схід  та на 25 км з півночі на південь. Середня висота регону становить 2000-2600 м над рівнем моря. З Хангайських гір на північ стікають численні струмки, які впадають в річку Ідер. На рівнинах на північ від регіону поширений Селенго-Орхонський лісостеп, а на південь — альпійські луки Хангайських гір.

## Клімат
В межах екорегіону переважає субарктичний клімат (Dwc за класифікацією кліматів Кеппена). Зима дуже холодна, а літо тепле. Середньорічна температура становить 5,8 °C, середньомісячні температури коливаються від -31,2 °C до 14,8 °C. Середньорічна кількість опадів становить близько 224 мм.

## Флора і фауна
Хангайські гори розташовані на перетині посушливих степів Центральної Азії, бореальних екосистем Північної Азії та високогірних екосистем Південного Сибіру, що забезпечує їх флористичне різноманіття. На відносно вологих північних схилах екорегіону домінують ліси сибірської модрини (Larix sibirica), в долинах річок ростуть осики (Populus tremula) та низькі в'язи (Ulmus pumila), а на південних схилах та у більшості долин поширені луки.
У пралісах регіону ростуть незвичайні півонії (Paeonia anomala), лісові лілії (Lilium martagon), північні тої (Aconitum septentrionale), сибірські орлики (Aquilegia sibirica), дрібноцвіті роговики (Cerastium pauciflorum), туркестанські сугайники (Doronicum turkestanicum), затоплювані солодушки (Hedysarum inundatum) та гайове жовтозілля (Senecio nemorensis). На південних луках ростуть трави, зокрема монгольський вівсюнець (Helictotrichon mongolicum), ленська костриця (Festuca lenensis) та китайський колосняк (Leymus chinensis), а також стопоподібна осока (Carex pediformis). На кам'янистих ділянках ростуть багаті на ягоди чагарники, зокрема чорна смородина (Ribes nigrum), блакитна жимолость (Lonicera caerulea) та барбарис (Berberis spp.). Загалом в екорегіоні зустрічається близько 1214 видів судинних рослин. 26 видів рослин є ендеміками Хангайських гір.
Серед поширених в регіоні ссавців слід відзначити звичайного лося (Alces alces), вапіті (Cervus canadensis), вовків (Canis lupus), манула (Otocolobus manul), сибірську рись (Lynx lynx wrangeli), бурого ведмедя (Ursus arctos), дику свиню (Sus scrofa), азійську сарну (Capreolus pygargus), соболя (Martes zibellina), білого зайця (Lepus timidus), сибірського бурундука (Tamias sibirica), сибірську політуху (Pteromys volans), сіро-руду норицю (Myodes rufocanus), вузькоголову норицю (Stenocranius gregalis) та лісового лемінга (Myopus schisticolor). Серед рідкісних ссавців слід відзначити тарбаганів (Marmota sibirica) та сибірських кабарг (Moschus moschiferus). 
В небесах ширяють чорні грифи (Aegypius monachus) та ягнятники (Gypaetus barbatus), а в лісі шукають їжу волохаті сичі (Aegolius funereus) та даурські куріпки (Perdix dauurica). Трав'янисті луки екорегіону є домом для балабанів (Falco cherrug) та рідкісних великих трав'янок (Saxicola insignis).

## Збереження
Оцінка 2017 року показала, що 1260 км², або 43 % екорегіону, є заповідними територіями. Основною природоохоронною територією екорегіону є Національний парк Тарвагатай-Нуруу.